# Der Hexenrichter
Der Hexenrichter ist ein 12-seitiger Comic der Illustratorin Luisa Preißler aus dem Jahr 2011, welcher als Bachelorarbeit im Studiengang Medienproduktion der Hochschule Ostwestfalen-Lippe entstand.
Er ist in der Horrorschocker-Heftserie des Weissblech-Verlags erschienen und ist eine fiktive Geschichte über die historische Person des Hermann Cothmann, den „Hexenbürgermeister von Lemgo“. Die Hintergründe um den „Hexenrichter“ wurden in einem Zeitraum von acht Wochen selbst recherchiert, geschrieben und illustriert, am Ende wurde die Bachelorarbeit mit 1,0 bewertet.
Er ist angelehnt an den Hexenwahn der Stadt Lemgo im 17. Jahrhundert und an der realen Person Hermann Cothmanns, welcher als Bürgermeister der Stadt Lemgo berüchtigt war für seine Hexenverfolgungen und seine Rolle in den Hexenprozessen. In der Stadt Lemgo führte er zu einer lebhaften Diskussion, ob Erzählmuster, welche reale Personen in fiktiven Geschichten benutzen, einen würdigen Umgang mit der Geschichte der Stadt Lemgo darstellen. Dazu wurde im Museum Hexenbürgermeisterhaus eine Sonderausstellung mit dem Namen „Hexenverfolgung in Lemgo. Historische Realität und literarisch-künstlerische Fantasien“ ins Leben gerufen.

## Handlung
1682. Die Stadt Lemgo ist dem Hexenwahn verfallen. Niemand ist mehr sicher vor dem Scheiterhaufen. Wer als Hexe gilt, ist eine Hexe. Es regieren Intrigen, Willkür und Grausamkeit. Es herrscht ein Mann, dessen Terrorregime sich von der Angst der Bürger nährt. Ein herzloser Mensch, der absolute Macht hat über Leben und Tod.
Doch alles scheint sich zu ändern, als er eine junge hübsche Haushälterin einstellt und sein Regime des Feuers ins Wanken gerät. Wird er die Kontrolle behalten oder ist dies das Ende des Hexenrichters von Lemgo?

## Veröffentlichung
Der Comic ist 2012 in der „Horrorschocker“-Heftserie des Weissblech-Verlags erschienen. Laut Verlagsleiter Levin Kurio war dies, bedingt durch die regionale Erregung, die erfolgreichste Publikation des Verlages der Jahre 2011 bis '13.

## Rezeption
Vom Kulturausschuss der Stadt Lemgo wurde der Comic als „sexistisch“, „frauenfeindlich“ sowie „schlecht historisch recherchiert“ betitelt. Nach einem Artikel in der Lippischen Landeszeitung ist daraufhin ist eine lebhafte Diskussion entstanden. Diese ist auch durch den Kommentar vom Autor des Zeitungsartikels, Dieter Asbrock, zurückzuführen, welcher die Stadt Lemgo darin stark kritisiert. Er bezeichnet den Kulturausschuss als „scheinheilig“ und äußert Zweifel daran, dass die Kritiker Preißlers Comic überhaupt gelesen haben. Auch bei den Leserkommentaren wird hauptsächlich die Einmischung der Politik scharf kritisiert. Splashcomics attestiert dem Comic eine „äußerst komplexe Struktur, bei der sich die Autorin Luisa Preissler Zeit lässt“ und schreibt weiter: „Besonders gelungen ist hierbei die Darstellung der Hexenverbrennung, wo die Zeichnerin ein wundervolles Licht und Schattenspiel aufgrund des Feuerscheins abliefert“.

## Verfilmung
Schon vor der Debatte im Frühjahr 2013 ist der in Lemgo aufgewachsene Filmproduzent Tobias Leveringhaus im Mai 2012 auf den Comic gestoßen und überzeugte Preißler, den Comic mit seiner Firma Sodawasser Productions als Realadaption zu verfilmen. Dazu rief er eine Crowdfunding-Aktion ins Leben, welche Ende Januar 2013 erfolgreich abgeschlossen wurde.
Im Mai 2013 verkündete die Produktionsfirma Sodawasser Productions, dass der Film von der Film- und Medienstiftung gefördert und somit auch produziert wird. Die Dreharbeiten hätten im Januar 2014 in Lemgo und Köln stattfinden sollen. Regie hätte Anne Maschlanka geführt, das Buch stammt aus der Feder von Alexander Daus. Mit Hilfe von Visual Effects hätte die mittelalterliche Stadt Lemgo am Computer nachgebaut werden sollen. Als weitere Besonderheit des Films war geplant, dass die Entstehung des Films live im Internet verfolgt werden kann.
Der Film wurde nicht gedreht.